# Tadeusz Porembalski
Tadeusz Sas-Porembalski (ur. 23 grudnia 1896 w Samborze, zm. 10 maja 1971 w Krakowie) – inżynier górniczy, urzędnik branży naftowej, prezydent Przemyśla w 1944.

## Życiorys
Urodził się 23 grudnia 1896 w Samborze. Był synem sędziego powiatowego w Przemyślu, Jana Porembalskiego. Po zdaniu matury w 1915 podjął studia prawnicze na UJ oraz w tym roku rozpoczął praktyki w kopalni „Nafta” w Tustanowicach. Wkrótce, podczas trwającej I wojny światowej w grudniu 1915 został powołany do wojska austriackiego i do końca wojny służył w jego szeregach, w tym walczył na froncie włoskim. Po rozpadzie Austro-Węgier wrócił do rodziny w Przemyślu i został przyjęty do Wojska Polskiego w stopniu porucznika. Był dowódcą placówki broniącej przed zniszczeniem mostu kolejowego na Sanie w Przemyślu. W 1920 brał udział w wojnie z bolszewikami, walczył przeciwko armii Budionnego. Służbę w WP zakończył jesienią 1920. Został awansowany na stopień porucznika rezerwy łączności ze starszeństwem z 1 czerwca 1919. W 1923 był oficerem rezerwowym 1 pułku łączności w Zegrzu, a w 1924 2 pułku łączności w Jarosławiu. Został awansowany na stopień kapitana rezerwy łączności ze starszeństwem z dniem 2 stycznia 1932. W 1934 był oficerem rezerwowym 6 batalionu telegraficznego w Jarosławiu i pozostawał wówczas w ewidencji Powiatowej Komendy Uzupełnień Drohobycz.
Podjął pracę w kopalni „Wulkan” w Borysławiu oraz kształcił się w Krajowej Szkole Górniczej i Wiertniczej w Borysławiu, którą ukończył w 1921. Później był asystentem kierownika w borysławskiej kopalni „San Saba” firmy Vacuum Oil Company. W 1925 zdał egzamin kwalifikacyjny na kierownika kopalni nafty. Od tego czasu pełnił stanowiska kierownika ruchu kopalni w Bitkowie, następnie w Borysławiu, po czym do 1939 w Rajskiem. Udzielał się społecznie. Był zastępcą przewodniczącego Związku Techników Wiertniczych i Naftowych. Publikował prace w swojej dziedzinie zawodowej. W połowie 1935 został zastępcą członka Okręgowej Komisji Wyborczej nr 75 we Drohobyczu przed wyborami parlamentarnymi w 1935.
Po wybuchu II wojny światowej i zajęciu kopalni w Rajskiem przez sowietów wyjechał na obszar okupacji niemieckiej i został kierownikiem sekcji Stara Wieś, później pracował w Bieczu, a od 1941 był dyrektorem kopalń w okręgu sanockim i leskim. Później przeniósł się do Przemyśla, gdzie prowadził sklep z artykułami chemicznymi do 1944, a po nadejściu frontu wschodniego został mianowany prezydentem Przemyśla.
Przeniósł się do Krakowa, gdzie podjął pracę w zarządzie głównym Centrala Produktów Naftowych, najpierw jako zastępca dyrektora, a do 1947 jako szef inwestycji. Później był szefem administracji w Centralnym Zarządzie Przemysłu Naftowego, od 1948 szefem administracji w P. P. Wiercenia Poszukiwawcze, od 1949 szefem inwestycji CPN w Gdańsku, po czym został szefem inwestycji CPN na całą Polskę z siedzibą w Warszawie. W 1951 otrzymał od Akademii Górniczo-Hutniczej w Krakowie tytuł inżyniera górnika wiertnika w uznaniu dodatniej działalności w kopalnictwie naftowym i wykazania w dotychczas wykonywanych pracach dużego uzdolnienia i dobrej orientacji technicznej. Po pracy w Warszawie, został przeniesiony ponownie do Krakowa, gdzie do 1953 był szefem inwestycji i remontów oddziału CPN. Następnie pracował w przedsiębiorstwie Rudy Niezależne, jako szef szkolenia oraz do 1957 szef wierceń. Od 1957 był naczelnym inżynierem w Przedsiębiorstwie Robót Geologicznych w Warszawie, następnie naczelnym inżynierem w P.P. Hydrologia w Wieliczce. Był długoletnim członkiem, a od 1959 do 1966 sekretarzem generalnym Stowarzyszenia Naukowo-Technicznego Inżynierów i Techników Przemysłu Naftowego w Polsce. Był działaczem Naczelnej Organizacji Technicznej.
Był inicjatorem i organizatorem budowy Domu Seniora Naftowca w Krakowie, otwartego już po jego śmierci 4 sierpnia 1971 przy ul. Kluzego 6. Imieniem Tadeusza Porembalskiego nazwano most kolejowy w Przemyślu.
Zmarł 10 maja 1971 w Krakowie. Został pochowany 14 maja 1971 na Cmentarzu Salwatorskim w Krakowie (sektor SC5-10-28).
Jego żoną była Maria z Waśniewskich (1906–1987), magister chemii. Miał dzieci.

## Ordery i odznaczenia
- Krzyż Kawalerski Orderu Odrodzenia Polski
- Krzyż Walecznych (dwukrotnie)
- Srebrny Krzyż Zasługi (11 listopada 1936)[10]
- Odznaka pamiątkowa „Orlęta”[11]
- Złota odznaka honorowa NOT
- Srebrna odznaka honorowa NOT